# Dielettroforesi
La dielettroforesi (oppure DEP, dall'inglese "dielectrophoresis") è un fenomeno per il quale una forza viene esercitata su una particella dielettrica quando è soggetta ad un campo elettrico non uniforme. 
Questa forza non richiede che la particella sia elettricamente carica. Tutte le particelle esibiscono un'attività di tipo dielettroforetica in presenza di campi elettrici. Tuttavia, l'intensità della forza dipende molto dalle sue proprietà dielettriche e del mezzo, dalla forma della particella, la sua dimensione, e dalla frequenza del campo elettrico.
Conseguentemente, campi con particolare frequenza oscillante possono manipolare le particelle con una buona selettività. Questo ha reso possibile ad esempio la separazione di cellule o l'orientazione e manipolazione di particelle nanometriche e nanofili.

## Fondamenta e proprietà
Le pubblicazioni sulla dielettroforesi risalgono agli anni 1950, da Herbert Pohl.
Successivamente l'interesse sulla dielettoforesi  è tornato a causa del suo potenziale utilizzo nella manipolazione di microparticelle, nanoparticelle e cellule (viventi).
Pohl scrisse nel suo libro definendo la dielettroforesi come "il moto naturale di materia neutra causato da effetti di polarizzazione in un campo elettrico non uniforme".
I principali fenomeni della dielettroforesi sono i seguenti:
1. La forza dielettroforetica può essere osservata solo quando delle particelle sono sotto l'effetto di campi elettrici non uniformi.
2. Visto che la forza dielettroforetica non dipende dalla polarità del campo elettrico, il fenomeno può essere osservato sia in condizioni di eccitazione continua (DC) che alternata (AC).
3. Le particelle sono attratte verso regioni di maggior intensità del campo elettrico quando la loro permittività elettrica eccede quella del mezzo di sospensione
4. Quando la permittività elettrica del mezzo è maggiore di quello delle particelle, il moto delle particelle è verso le regioni a minore intensità di campo elettrico.
5. La dielettroforesi viene osservata principalmente per particelle con diametro nell'intervallo da approssimativamente 1 a 1000 µm. Oltre questa dimensione (1 mm) la forza di gravità sovrasta l'effetto della dielettroforesi; al di sotto di 1 µm predomina il moto browniano.

Altri fenomeni associati alla dielettroforesi sono l'elettrorotazione e la dielettroforesi ad onda viaggiante (TWDEP). Inoltre la sua intensità può essere accentuata usando frequenze multiple sovrapposte, in quella che è nota come dielettroforesi a frequenza multipla (MFDEP).

## Forza dielettroforetica
Per un ellissoide prolato di raggio {\displaystyle r} e lunghezza {\displaystyle l} ({\displaystyle r>l}) avente costante dielettrica
{\displaystyle \varepsilon _{p}^{*}}immerso in un mezzo la cui costante dielettrica {\displaystyle \varepsilon _{m}^{*}} la forza tempo dipendente della dielettroforesi è data da::
{\displaystyle F_{\mathrm {DEP} }={\frac {\pi r^{2}l}{3}}\varepsilon _{m}{\textrm {Re}}\left\{{\frac {\varepsilon _{p}^{*}-\varepsilon _{m}^{*}}{\varepsilon _{m}^{*}}}\right\}\nabla \left|{\vec {E}}\right|^{2}}
La costante dielettrica complessa è data da {\displaystyle \varepsilon ^{*}=\varepsilon +{\frac {\sigma }{j\omega }}}, dove {\displaystyle \epsilon } è la costante dielettrica, {\displaystyle \sigma } è la conduttività elettrica, {\displaystyle \omega }è la pulsazione del campo, e {\displaystyle j} è il numero immaginario.
Questa equazione è accurata per ellissoidi molto elongati quando il gradiente del campo elettrico non sia troppo grande (i.e. vicino ai bordi degli elettrodi).
L'equazione prende in considerazione soltanto il dipolo formato e non polarizzazioni di ordine superiore. 
Quando i gradienti del campo elettrico sono grandi, i termini di ordine superiore diventano predominanti, e risultano forze di maggiore intensità.
Per la precisione, l'equazione tempo dipendente si applica a particelle senza perdite nel dielettrico, altrimenti la perdita introdurrebbe un ritardo tra il campo e il dipolo indotto. Quando viene mediata, tali effetti si cancellano e l'equazione si mantiene vera anche per particelle con perdite nel dielettrico. Un'equazione equivalente tempo-mediata può essere facilmente ottenuta sostituendo  E con Erms, oppure, for segnali sinusoidali in voltaggio dividendo la parte destra per 2.
Per una sfera omogenea di raggio {\displaystyle r} e permittività complessa {\displaystyle \varepsilon _{p}^{*}}in un mezzo con permittività complessa  {\displaystyle \varepsilon _{m}^{*}} la forza DEP  (tempo-mediata) è:
{\displaystyle \langle F_{\mathrm {DEP} }\rangle =2\pi r^{3}\varepsilon _{m}{\textrm {Re}}\left\{{\frac {\varepsilon _{p}^{*}-\varepsilon _{m}^{*}}{\varepsilon _{p}^{*}+2\varepsilon _{m}^{*}}}\right\}\nabla \left|{\vec {E}}_{rms}\right|^{2}}
Il fattore tra parentesi graffe è noto come la funzione Clausius-Mossotti e contiene tutta la dipendenza dalla frequenza della forza DEP.

## Applicazione della dielettroforesi
La dielettroforesi può essere usata per manipolare, trasportare, separare ed ordinare tipi diversi di particelle sub-millimetriche. Visto che le cellule biologiche dimostrano proprietà dieletriche, la dielettroforesi può avere molte applicazioni bio-mediche. Sono stati dimostrati prototipi di separatori di cellule cancerose dalle cellule sane, come ad esempio il DEParray.. È stato studiato come la dielettroforesi può interagire con particelle sub-micrometriche e virus

## Frazionamento in Campo Dielettroforetico-Flusso (DEP-FFF)
L'utilizzo della differenza tra le forze dielettroforetiche esercitate su particelle differenti in un campo non uniforme è nota come separazione DEP. Lo sfruttamento delle forze DEP è stato classificato in due gruppi: migrazione DEP e ritenzione DEP. La migrazione DEP usa forze DEP che esercitano forze di segno opposto su differenti tipi di particelle per attrarne alcune e respingerne altre. La ritenzione DEP utilizza il bilanciamento tra la DEP e le forze di flusso di un liquido in moto. Le particelle che esercitano la forza repulsiva e forze attrattive deboli vengono eluite dal flusso, mentre le particelle che esercitano forze DEP fortemente attrattive sono intrappolate in prossimità dei bordi degli elettrodi contro il trascinamento del flusso.
Il frazionamento in campo dielettroforetico-flusso (DEP-FFF), introdotto da Davis e Giddings, è una famiglia di metodi di separazione simili ai metodi di cromatografia. Nella DEP-FFF, le forze DEP sono combinate con il trascinamento del flusso per frazionare un campione composto di diverse particelle. Le particelle sono iniettate in un flusso portante che attraversa una camera di separazione, dove una forza esterna (la forza DEP) è applicata perpendicolarmente al flusso. Per mezzo della combinazione di diversi fattori, come effetti di diffusione, sterici, idrodinamici, dielettrici ed altri effetti, o una combinazione di particelle (di circa 1 µm in diametro) con diverse costanti dielettriche o proprietà diffusive, le particelle si assestano su posizioni differenti a distanza dalle pareti della camera, che presentano diversi profili di concentrazione. Le particelle che si muovono più lontanamente dalle pareti raggiungono posizioni più elevate nel profilo parabolico di velocità del liquido che fluisce nella camera e che verrà eluito all'uscita della camera ad una velocità maggiore, e quindi particelle diverse eluiscono in tempi diversi.